# Municipio de Frankville (condado de Winneshiek)
El municipio de Frankville (en inglés: Frankville Township) es un municipio ubicado en el condado de Winneshiek en el estado estadounidense de Iowa. En el año 2010 tenía una población de 447 habitantes y una densidad poblacional de 4,78 personas por km².

## Geografía
El municipio de Frankville se encuentra ubicado en las coordenadas 43°12′43″N 91°39′50″O / 43.21194, -91.66389. Según la Oficina del Censo de los Estados Unidos, el municipio tiene una superficie total de 93.51 km², de la cual 93,51 km² corresponden a tierra firme y (0 %) 0 km² es agua.

## Demografía
Según el censo de 2010, había 447 personas residiendo en el municipio de Frankville. La densidad de población era de 4,78 hab./km². De los 447 habitantes, el municipio de Frankville estaba compuesto por el 98,88 % blancos, el 1,12 % eran de otras razas. Del total de la población el 2,24 % eran hispanos o latinos de cualquier raza.